# Humle och Dumle (tåg)
”Humle och Dumle” var smeknamn på ett pendeltågsätt som gick på linjen Göteborg–Alingsås under 1980-talet första år. Denna tågsammansättning var en nödlösning för att lösa problem med akut tågbrist på denna linje. Annars användes bland annat motorvagnen X6. Humle och Dumle slopades då nya motorvagnar kunde sättas i trafik.

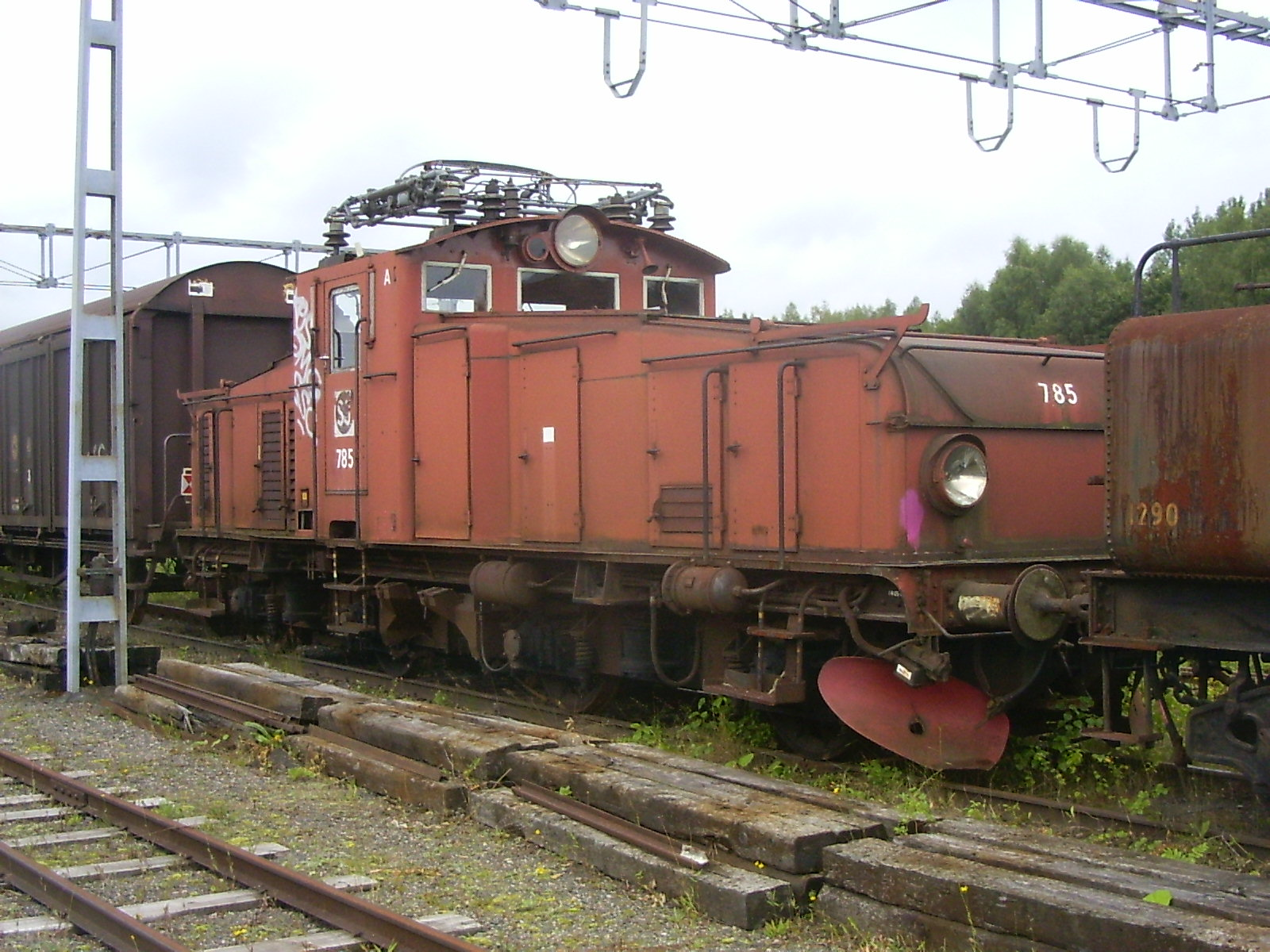
Hg 785 i Grängesberg 2009

Tågsättet bestod av två multipelkopplade Hg-lok (Hg 677 och Hg 787), ett i vardera änden av tåget, och däremellan vanligtvis fyra B6-lokaltrafikvagnar. En kabel var dragen mellan loken i var ände för att styra det bakre loket från det främre. Tågsättet fick sitt namn efter TV-figurerna Humle och Dumle då man tyckte att de båda Hg-loken hade vissa likheter med dem.
Tåget var relativt populärt hos trafikpersonalen, trots att det var en nödlösning, därför att det accelererade bättre då det (med två lok) hade mer motorkraft än dåtida pendeltåg och var därigenom lätt att komma i kapp förseningar med. 

## Kupp
Tåget utsattes för en mild kupp när det stod parkerat inne på Göteborgs centralstation. Några representanter från stadens olika museijärnvägs- och spårvägsföreningar klistrade en natt på dekaler med Göteborgsregionens Lokaltrafiks logotyp, ”piltavlan”, på lokens sluttande huvar. Dessa dekaler fick sedan sitta kvar tills tåget togs ur trafik. Göteborgsregionens Lokaltrafik tog över det ekonomiska ansvaret och biljettansvaret för pendeltågen år 1983.